# Halifax Challenger
L'Halifax Challenger è stato un torneo professionistico di tennis giocato su campi in cemento. Faceva parte dell'ATP Challenger Series. L'unica edizione si è disputata a Halifax in Canada.

## Albo d'oro

### Singolare
| Anno | Campione         | Finalista  | Punteggio |
| ---- | ---------------- | ---------- | --------- |
| 1992 | Sébastien Lareau | David Kass | 7–5, 7–6  |

### Doppio
| Anno | Campioni                       | Finalisti                      | Punteggio     |
| ---- | ------------------------------ | ------------------------------ | ------------- |
| 1992 | Ellis Ferreira Richard Schmidt | Marten Renström Christian Ruud | 4–6, 6–1, 6–4 |